# Échelle de Brix
Cet article concerne le degré Brix, le niveau de sucre. Pour les autres significations, voir Brix (homonymie) et °B.
L'échelle de Brix sert à mesurer en degrés Brix (°B ou °Bx) la fraction massique de saccharose dans un liquide, c'est-à-dire le pourcentage en masse de matière sèche soluble par rapport à la solution. Plus le °Brix est élevé, plus l’échantillon est sucré.
Un degré Brix équivaut à 1 gramme de saccharose pour 100 grammes de solution.
La principale application concerne les fruits, et en particulier le milieu viticole, mais elle sert aussi dans les confitures, la confiserie et autres produits agro-alimentaires (boissons).
L'appareil utilisé pour la mesure est un réfractomètre ou un aréomètre . 
Le réfractomètre mesure l'indice de réfraction de la solution sucrée.
Suivant la teneur en sucre du liquide, son indice varie et l'appareil indique par une délimitation colorée (dans le cas d'un réfractomètre non électronique) le degré Brix. Lorsqu'il est calibré de 0 à 50°B on parle aussi de sorbetomètre et est utilisé pour les sorbets, les glaces, les jus de fruits concentrés.
L'aréomètre se base lui sur la mesure de la densité de l'échantillon. Dans le milieu viticole l'aréomètre est appelé mustimètre car il sert à mesurer la densité en sucre du moût et donc d'en déduire la probable teneur en alcool du vin qui en sera issu. 

## Étymologie
Le degré Brix porte le nom de son inventeur, Adolf Ferdinand Wenceslaus Brix, ingénieur et mathématicien allemand (1798-1870).

## Utilisation étendue

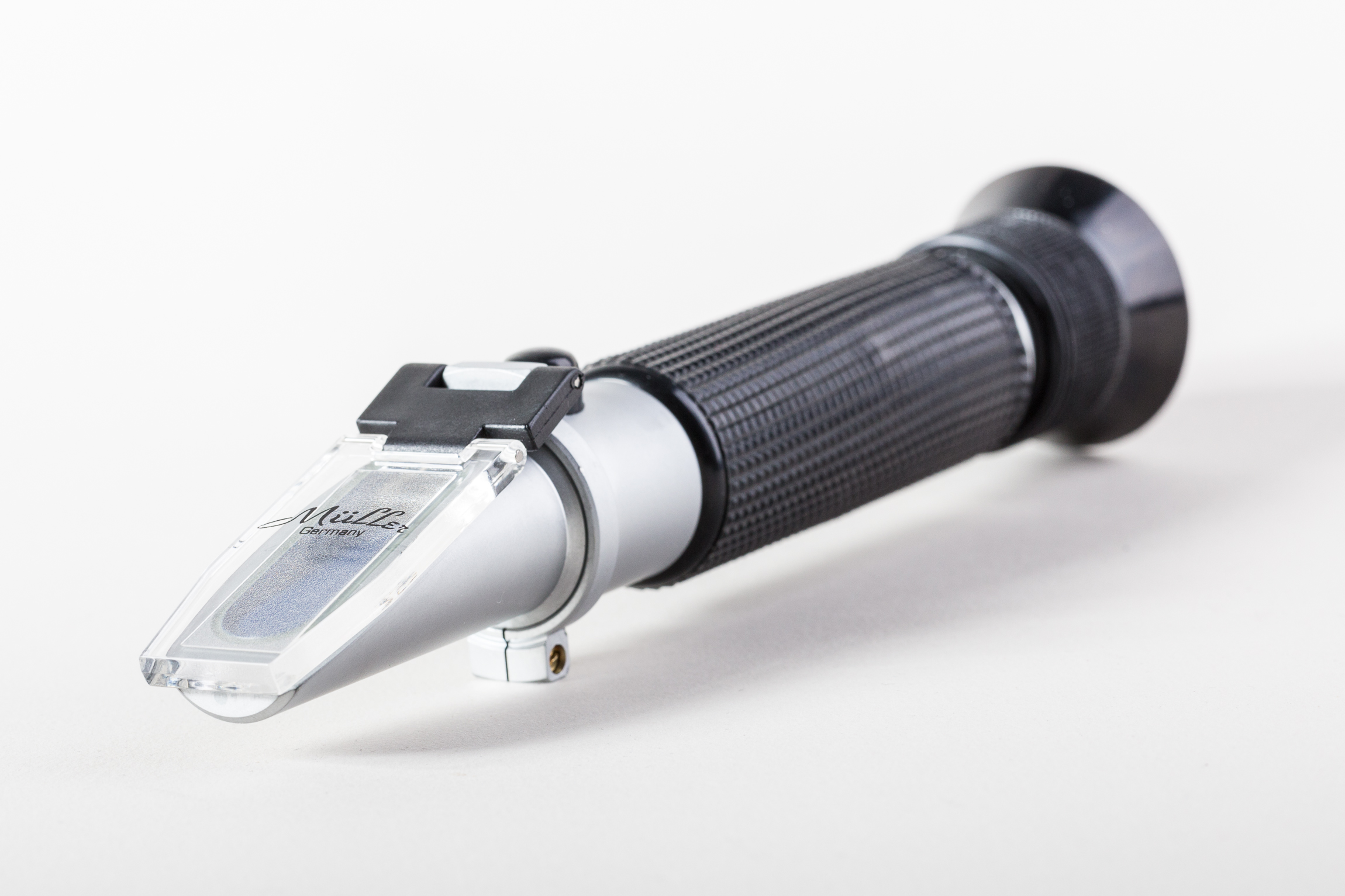
Réfractomètre

Par extension, le degré Brix peut servir à mesurer la concentration d'une solution, non pas en sucre, mais d'autres substances influant l'indice de réfraction (mesure de la salinité d'une saumure, de la concentration d'une solution en acide aminé...). Si la solution est assez concentrée en une seule substance, une table de conversion permet de remonter simplement de la mesure en brix à la concentration massique de la solution.
Dans l'industrie, il peut également servir à mesurer le pourcentage d'huile de coupe dans de l'eau sur des machines à outil coupant, par exemple tour à commande numérique, scie à ruban, perceuse...

## Quelques valeurs
- de 0 à 20 degrés brix : jus de fruits non concentrés, vin, sirops légers, betteraves rouges
- de 20 à 55 degrés brix : sauces
- de 55 à 90 degrés brix : sirops denses, coulis, pulpes concentrées en sucre, jus de fruits concentrés